# Cortlandt Street
Cortlandt Street – stacja metra nowojorskiego, na linii N i R. Znajduje się w dzielnicy Manhattan, w Nowym Jorku i zlokalizowana jest pomiędzy stacjami City Hall i Rector Street. Została otwarta 5 stycznia 1918.